# Lophostoma carrikeri
Lophostoma carrikeri is een zoogdier uit de familie van de bladneusvleermuizen van de Nieuwe Wereld (Phyllostomidae). De wetenschappelijke naam van de soort werd voor het eerst geldig gepubliceerd door J.A. Allen in 1910 als Chrotopterus carrikeri